# Max Hamburgers
Max Hamburgerrestauranger AB (Max Hamburger Restaurants Incorporated) — корпорация быстрого питания, основанная Куртом Бергфорсом в Елливаре, Швеция, в 1968 году. Старший сын Бергфорса Ричард Бергфорс является действующим президентом с 2002 года.
До 1980-х годов Max была крупнейшей сетью гамбургеров в северной Швеции, с единственным рестораном за пределами Норрланда (на Дроттнинггатан, Стокгольм). Это изменилось в 1990-х годах, когда они расширились и стали общенациональной сетью быстрого питания. К 2011 году в Швеции насчитывалось около 85 ресторанов по сравнению с только 40 пятью годами ранее.
С 2005 по 2010 год Макс расширился до западных районов Швеции, а в 2010 году было объявлено о планах расширения на Эр-Рияд, Египет и Дубай с последующим Кувейтом. Три года спустя Landmark Group управляла тремя ресторанами Max в Дубае, где меню было изменено, чтобы исключить бекон.

## Популярность
Max был первым гамбургерным рестораном, когда-либо превзошедшим рестораны McDonald’s, что произошло в 1991 году в Умео и Лулео, где McDonald’s (которые должны были прибыть в северную Швецию, не в крупные города Швеции) фактически закрыли свои рестораны, прежде чем вернуться через несколько лет. В 2007 году популярность Max вытеснила McDonald’s из Шеллефтео, Питео и, опять же, из Лулео.
В течение девяти лет подряд Max имел самых довольных клиентов среди общенациональных сетей быстрого питания в Швеции, обойдя McDonald’s и Burger King с большой маржой (Max Hamburgers 40 %, McDonald’s (17 %), Burger King (20 %), Другие (19 %)), в опросах, проведенных коммерческим агентством ISI Wissing AB . Это может быть связано с тем, что гамбургеры Max готовятся на заказ сразу же после их заказа, даже если это означает, что заказ обычно занимает несколько больше времени, чем обычно в ресторанах быстрого питания.